# 허철
허철은 대한민국 영화감독이다. 현 시안교통리버풀대학교 (Xi'an Jiaotong-Liverpool University) 영화대학 교수로 영화연출 및 제작을 가르치며 영화작업중이다.싱가포르 난양 이공대학 예술대학, 미국의 샌프란시스코 주립대학 영상학과와 한국의 고려대학교 미디어학부에 재직했었다. 1996년 <Between Two Worlds> 다큐멘터리 작품으로 감독 데뷔를 한 이후 미국에서 15년간 다양한 장르의 영화 및 텔레비전 창작활동을 하며 교직에 있었다. 2011년 부산국제영화제에서 한국에서의 첫 작품인 다큐멘터리 장편 <영화판>을 선 보였다. 2015년에는 <미라클 여행기>를 통해 제주도 강정마을을 일반인의 시선으로 찾아가는 다큐멘터리를 연출했다. 최근작인 <돌아온다>는 2017년 12월에 개봉했고 허철 감독의 첫 장편 극영화 작품이다. 그 해 9월에 개막된 제41회 몬트리올 국제 영화제에서 신인감독 경쟁부문 금상을 수상했다. 한국에서 고려대학교를 졸업한후 미국 뉴욕시립대 (Brooklyn College)에서 예술학 전문석사 (Master of Fine Arts) 그리고 아이오와 대학교 (University of Iowa)에서 미디어학박사 (PhD)를 받았다.